# Lui, lei e gli altri (film)
Lui, lei e gli altri (Committed) è un film del 2000 scritto e diretto da Lisa Krueger. È stato presentato per la prima volta il 21 gennaio 2000 al Sundance Film Festival, mentre in Italia è arrivato direttamente su Sky Cinema Family il 16 dicembre 2009.

## Trama
Joline vive una vita tranquilla da quando si è sposata con Carl, ma un giorno, tornata a casa, trova un biglietto del neo marito, in cui le dice di aver bisogno di una pausa per riflettere e che per lavoro lascerà la città senza menzionare dove andrà. Dopo l'arrivo di una cartolina di Carl, Joline intenzionata a salvare il suo matrimonio, si mette in viaggio con pochi indizi e molte bizzarre intuizioni, sicura di trovare Carl in Texas.

## Riconoscimenti
- 2000 - Sundance Film Festival
  - Migliore fotografia